# Leptogenys erythraea
Leptogenys erythraea är en myrart som beskrevs av Carlo Emery 1902. Leptogenys erythraea ingår i släktet Leptogenys och familjen myror. Inga underarter finns listade i Catalogue of Life.